# Tucuruí (microregio)
Tucuruí is een van de 22 microregio's van de Braziliaanse deelstaat Pará. Zij ligt in de mesoregio Sudeste Paraense en grenst aan de microregio's Altamira, Cametá, Guamá, Marabá, Paragominas, São Félix do Xingu en Tomé-Açu. De microregio heeft een oppervlakte van ca. 32.917 km². In 2015 werd het inwoneraantal geschat op 362.863.
Zes gemeenten behoren tot deze microregio:
- Breu Branco
- Itupiranga
- Jacundá
- Nova Ipixuna
- Novo Repartimento
- Tucuruí

Mesoregio's: Baixo Amazonas · Marajó · Metropolitana de Belém · Nordeste Paraense · Sudeste Paraense · Sudoeste Paraense

Microregio's: Almerim · Altamira · Arari · Belém · Bragantina · Cametá · Castanhal · Conceição do Araguaia · Furos de Breves · Guamá · Itaituba · Marabá · Óbidos · Paragominas · Parauapebas · Portel · Redenção · Salgado · Santarém · São Félix do Xingu · Tomé-Açu · Tucuruí